# August d’or
Der August d’or ist eine Goldmünze, die im Zeitraum von 1752 bis 1827 und 1836 bis 1854 im albertinischen Sachsen, auch als Halber oder Doppelter August d’or, nach dem Vorbild des Louis d’or geprägt wurde.

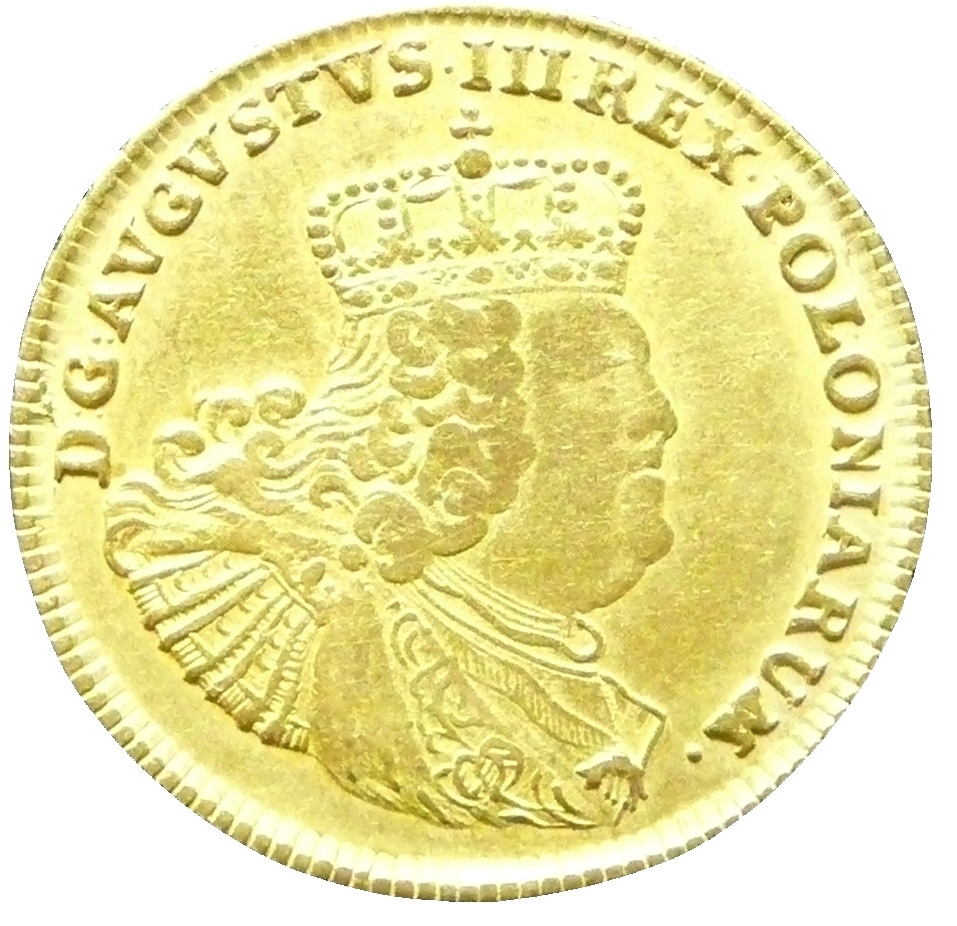
König August in Gold

## Prägung für das Königreich Polen
Im Jahre 1752 veranlasste der Herzog von Sachsen und Kurfürst Friedrich August II. ohne Verkündung eines neuen sächsischen Münzgesetzes als August III. König von Polen die Prägung neuer Goldmünzen. Als Halb-August d’or, August d’or und Doppel-August d’or sollten sie in Polen umlaufen. Zu dieser wesentlichen Änderung im Münzwesen ist nur eine Verfügung an die Finanzbehörde vom 24. Dezember 1753 bekannt, „daß die zu Leipzig geprägten goldenen Münzen, oder August d’or, eben so wohl, als die in eben dieser Münzstädte ausgemünzten Silber Geldsorten, in den Accis Cassen angenommen werden sollten.“
Die Prägungen in der Münzstätte Leipzig erfolgten 1752 und 1753 unter dem Münzmeister Johann Georg Gödecke und im Zeitraum von 1753 bis 1756 unter Ernst Dietrich Croll. Auf den Münzen war ein fester Wert von 2½, 5 bzw. 10 Taler angegeben. Das Gepräge zeigt als Münzherrn nur den König von Polen und nicht den Herzog von Sachsen, weil sie im Königreich Polen umlaufen sollten. Für das Heilige Römische Reich deutscher Nation war nur die Prägung von Dukaten als einzige Reichsgoldmünze erlaubt.
Der Münzfuß entsprach dem Louis d’or:
35 Stück auf die rauhe Mark Gold, 21 Karat 8 Grän fein = 902,778 ‰ somit Feingewicht = 6,032 g und Raugewicht = 6,682 g.
| |  | August d’or (5 Taler) 1756 |
| August III. König von Polen (1733–1763) |  |                            |
| Wert = 5 Taler = 30 polnische Gulden |  |                            |
| Münzstätte Leipzig Prägung 1753–1756 |  |                            |
| Münzmeister Ernst Dietrich Croll im Amt 1753–1757 |  |                            |
| Gewicht: 6,64 g Durchmesser: 23,10–23,63 mm Dicke: 1,08 mm |  |                            |
| Vs.: Brustbild des Königs mit Königskrone im Prunkharnisch mit Überwurf und Ordensband mit Kleinod vom Goldenen Vlies; Name und Herrschertitel als Umschrift in lateinischer Kapitalschrift von links beginnend: DEI GRATIA AUGUSTUS III REX POLONIARUM |  |                            |
| Rs.: unter der Königskrone zwischen zwei Palmenwedel rundes vierfeldriges Wappen von Polen (Adler) und Litauen (Reiter) und dem hochgeteilten kursächsisches Wappen im Herzschild mit Kurhut; zwischen den Palmenstielen Wertangabe: 5.TH links und rechts der Palmenstiele das geteilte Münzmeisterzeichen: E C Fortsetzung der Titelumschrift und Jahreszahl von oben rechts beginnend: SACRI ROMANI IMPERII ARCHIMARSCHALLUS ET ELECTOR |  |                            |
| beidseitig Rändelung, Laubrand, freie Prägung, Kehrprägung |  |                            |

Der Münzfuß des Doppel-August d’or entsprach dem des August d’or:
70 Stück auf die rauhe Mark Gold, 21 Karat 8 Grän fein = 902,778 ‰ somit Feingewicht = 12,064 g und Raugewicht = 13,363 g.
| |  | Doppel-August d’or (10 Taler) 1756 |
| August III. König von Polen (1733–1763) |  |                                    |
| Wert = 10 Taler = 60 polnische Gulden |  |                                    |
| Münzstätte Leipzig Prägung 1753–1756 |  |                                    |
| Münzmeister Ernst Dietrich Croll im Amt 1753–1757 |  |                                    |
| Gewicht: 13,26 g Durchmesser: 28,52–28,88 mm Dicke: 1,40 mm |  |                                    |
| Vs.: Brustbild des Königs mit Königskrone im Prunkharnisch mit Überwurf und Ordensband mit Kleinod vom Goldenen Vlies; Name und Herrschertitel als Umschrift in lateinischer Kapitalschrift von links beginnend: DEI GRATIA AUGUSTUS III REX POLONIARUM |  |                                    |
| Rs.: unter der Königskrone zwischen zwei Palmenwedel rundes vierfeldriges Wappen von Polen (Adler) und Litauen (Reiter) und dem hochgeteilten kursächsisches Wappen im Herzschild mit Kurhut; zwischen den Palmenstielen Wertangabe: 10.TH links und rechts der Palmenstiele das geteilte Münzmeisterzeichen: E C Fortsetzung der Titelumschrift und Jahreszahl von oben rechts beginnend: SACRI ROMANI IMPERII ARCHIMARSCHALLUS ET ELECTOR |  |                                    |
| beidseitig Rändelung, Laubrand, freie Prägung, Kehrprägung |  |                                    |

Preußen hatte den Wilhelms d’or und dann den Friedrich d’or im Wert von 5 und 10 Talern bereits seit 1737 prägen lassen. Die Prägung im Münzfuß des Louis d’or war lukrativer als die Dukatenprägung. Feingold von 1 g ergab beim Louis d’or einen Wert von 26,5 Groschen während es beim Dukaten nur 24,7 Groschen waren.

## Prägung während der preußischen Besetzung von Sachsen
Der Siebenjährige Krieg 1756–1763 hatte auch für das Münzwesen schwerwiegende Auswirkungen. Zunächst wurde zur preußischen Kriegsfinanzierung für das Ausland der Friedrich d’or mit den falschen Jahreszahlen 1755, 1756, 1757 und 1759 versehen und mit einem unterwertigen Feingehalt von 15 Karat 4½ Grän (4,2 bis 4,3 g Gold) geprägt. Die Münzen waren etwas dicker und bleicher als die gesetzmäßigen Goldmünzen und verwendeten als Münzbuchstaben ein U statt des V in den Capital-Lettern. Kupfer hat ein niedrigeres spezifisches Gewicht als Gold, was die ungewöhnliche Dicke der Münzen zum Erreichen des vorgeschriebenen Gewichtes verursachte. Es wurden etwa 1,5 Millionen Stück geprägt.
Selbst noch 16 Jahre nach Kriegsende wurde am 30. November 1779 in Sachsen vor Fälschungen mit der Jahreszahl 1752, dem Münzzeichen A und einem schlechten Gepräge gewarnt. Es soll sich um vergoldetes Messing oder Tomback gehandelt haben. Nach Abgriff der Vergoldung würde die Kupferfarbe sichtbar werden.
Mit der Besetzung durch Preußen begannen auch in Sachsen minderwertige Münzprägungen. Die Münzstätte Dresden wurde am 9. September 1756 besetzt und stand bis 12. August 1759 unter preußischer Verwaltung mit dem Münzmeister Johann David Billert.

### Mittelaugust d’or
Die Münzstätte Leipzig blieb bis Februar 1763 unter preußischer Besetzung. 1757 wurde Heinrich Christoph Rudolf Friese als Münzmeister eingesetzt.
Hier gelangte Preußen in den Besitz der Originalstempel des August d’or und begann damit die Prägung im geringeren Münzfuß des Kriegs-Friedrich d’or mit 4,2 bis 4,3 g Gold und der Jahreszahl 1755 und 1756.
Sie werden auch als Mittelaugust d’or bezeichnet. Der Wert betrug nur 3 Taler 11 Groschen 1 Pfennig.

### Neue August d’or
Nach der Verpachtung der Münzstätten an das Berliner Konsortium Veitel Ephraim, Itzig & Co. verringerten die Pächter den Goldgehalt immer weiter.
Dieser sogenannte Neue August d’or wurde 1761 bis 1763 auch mit nachgemachten Münzstempeln und Vorkriegsjahresangaben geprägt. Der Goldgehalt war zuerst nur 11 Karat, dann nur noch 7 Karat 7¾ Grän. Die Münze war sehr dick, größer und von kupferiger Farbe. Statt 5 Taler hatte sie nur noch einen tatsächlichen Wert von 1 Taler 13 Groschen. Es sollen 2.967.000 Stück geprägt worden sein.
|                                                                                           |  | Neuer August d’or |
| Sachsen unter preußischer Besetzung                                                       |  |                   |
| Wert = 1 Taler 13 Groschen                                                                |  |                   |
| Münzstätte Berlin Prägung 1761–1762 durch Berliner Konsortium Veitel Ephraim, Itzig & Co. |  |                   |
| Gewicht: 6,58 g größerer Durchmesser: 25,25–25,56 mm größere Dicke: 1,44 mm               |  |                   |
| Vorder- und Rückseite wie Original, statt Laubrand schräg geriffelter Rand                |  |                   |

Preußen soll mit den Fälschungen einen Gewinn von 50 Mio. Reichstalern erzielt haben. Die Folge der Münzfälschungen waren deutliche Preiserhöhungen und eine zunehmende Armut unter der sächsischen Bevölkerung. Der Lohn erhöhte sich nicht, obwohl er mit den schlechten Münzen bezahlt wurde. Nachdem die Fälschungen, auch Ephraimiten genannt, sichtbar wurden, spottete der Volksmund über diese Münzen: „Von außen gut, von innen schlimm – von außen Friedrich, von innen Ephraim.“

## Prägung für das kurfürstliche Herzogtum Sachsen
Nach dem Siebenjährigen Krieg prägte Sachsen zunächst nur den Dukaten als Goldmünze. Erst mit dem Edikt vom 13. August 1772 wurde die nächste Ausprägung eines August d’or in der Münzstätte Dresden nach dem unveränderten Münzfuß des Louis d’or mit 21 Karat 8 Grän Feingold = 902,778 ‰ verfügt. Sie wurde mit dem gestiegenen Bedarf nach Goldmünzen im Handel begründet.
Die rechtliche Möglichkeit des inländischen Umlaufs von Goldmünzen ergab sich durch das Münzedikt vom 14. Mai 1763 zur Einführung des Konventionsmünzfußes für die Kurantmünzen in Sachsen. Münzherr war jetzt Friedrich August III. als Herzog von Sachsen und Kurfürst. Entsprechend änderte sich das Gepräge des August d’or.
Der aktuelle Wert der Goldmünze sollte sich aus den Valvationstabellen für den Louis d’or ergeben und im Inland zwischen 4 Taler 20 Groschen und 5 Taler liegen. Für Geschäfte mit Ausländern galt weiter § 14 des Münzedikts vom 14. Mai 1763, wonach sich der zu erzielende Wert aus den „Handlungsumständen“ ergeben sollte.
Nach den zweimal jährlich veröffentlichten Valvationstabellen blieb der alte Louis d’or und damit auch der August d’or eine Goldmünze mit stabilem Wert:
| Louis d’or          | 35 Stück aus der rauhen Mark =   | 4 Taler 20 Groschen bis 5 Taler             |
| Doppelte Louis d’or | 17 ¼ Stück aus der rauhen Mark = | 9 Taler 16 Groschen bis 10 Taler            |
| Halbe Louis d’or    | 70 ½ Stück aus der rauhen Mark = | 2 Taler 10 Groschen bis 2 Taler 12 Groschen |

Prägungen erfolgten in der Münzstätte Dresden des Kurfürstentums Sachsen in nachfolgenden Jahren:
- August d’or 1772, 1777–1779, 1781–1782, 1784–1785, 1787–1788, 1790–1795, 1797–1806
- Doppel-August d’or 1777–1787, 1790–1791, 1794–1806

| |  | August d’or (5 Taler) 1777 |
| Friedrich August III. Herzog von Sachsen und Kurfürst (1768–1806) |  |                            |
| 35 Stück auf die rauhe Mark Feingewicht = 6,032 g Gewicht = 6,682 g |  |                            |
| Prägung 1772, 1777–1778 Münzmeister Ernst Dietrich Croll (1764–1778) |  |                            |
| Gewicht: 6,67 g Durchmesser: 23,48–24,05 mm Dicke: 1,06 mm |  |                            |
| beidseitig Rändelung, Laubrand, freie Prägung, Kehrprägung |  |                            |
| Vs.: Jugendliches Kopfbild des Kurfürsten mit großer Locke nach rechts, Name und Herrschertitel als Umschrift in lateinischer Kapitalschrift: FRIDERICUS AUGUSTUS DEI GRATIA DUX SAXONIÆ ELECTORATUS = Friedrich August durch die Gnade Gottes Herzog von Sachsen und Kurfürst                                               |  |                            |
| Rs.: Unter dem Kurhut zwei ovale Schilder, jeweils von einem Lorbeerkranz umgeben, auf einer gestuften Platte mit den Wappen des Erzmarschallamtes und des Herzogtums Sachsen Kursachsen, dazwischen die Anfangsbuchstaben des Münzmeisters: E.D.C. unter der gestufter Platte Wertangabe: 5. THALER und darunter Jahreszahl |  |                            |

| |  | August d’or (5 Taler) 1779 |
| Friedrich August III. Herzog von Sachsen und Kurfürst (1768–1806) |  |                            |
| 35 Stück auf die rauhe Mark Feingewicht = 6,032 g Gewicht = 6,682 g |  |                            |
| Prägung 1779, 1781, 1782, 1784, 1785, 1787, 1788, 1790 |  |                            |
| Münzmeister Johann Ernst Croll im Amt 1779–1804 |  |                            |
| Gewicht: 6,67 g Durchmesser: 23,01–23,68 mm Dicke: 1,03 mm |  |                            |
| Vs.: Jugendliches Kopfbild des Kurfürsten mit großer Locke nach rechts, Name und Herrschertitel als Umschrift in lateinischer Kapitalschrift: FRIDERICUS AUGUSTUS DEI GRATIA DUX SAXONIÆ ELECTORATUS = Friedrich August durch die Gnade Gottes Herzog von Sachsen und Kurfürst                                               |  |                            |
| Rs.: Unter dem Kurhut zwei ovale Schilder, jeweils von einem Lorbeerkranz umgeben, auf einer gestuften Platte mit den Wappen des Erzmarschallamtes und des Herzogtums Sachsen Kursachsen, dazwischen die Anfangsbuchstaben des Münzmeisters: I.E.C. unter der gestufter Platte Wertangabe: 5. THALER und darunter Jahreszahl |  |                            |

| |  | Doppel-August d’or (10 Taler) 1778 |
| Friedrich August III. Herzog von Sachsen und Kurfürst (1768–1806) |  |                                    |
| 17¼ Stück a.d. rauhe Mark Feingewicht = 12,065 g Gewicht = 13,364 g |  |                                    |
| Prägung 1777 und 1778 Dresden, Münzmeister Ernst Dietrich Croll |  |                                    |
| Gewicht: 13,09 g Durchmesser: 33,95–34,58 mm Dicke: 1,00 mm |  |                                    |
| Freie Prägung, Kehrprägung, beidseitig Rändelung und Laubrand |  |                                    |
| Vs.: Brustbild des Kurfürsten nach rechts, im Brustharnisch mit hermelinbesetzten Mantel und nur halb sichtbaren Ordenskreuz am Band (vermutlich polnischer „Orden des Weißen Adlers“, 1705 von August dem Starken gestiftet); Name und Titel des Münzherrn als Umschrift, links beginnend, oben unterbrochen in lateinischer Kapitalschrift: FRIDERICUS AUGUSTUS DEI GRATIA DUX SAXONIÆ ELECTORATUS = Friedrich August durch die Gnade Gottes Herzog von Sachsen und Kurfürst |  |                                    |
| Rs.: Unter dem Kurhut zwei ovale, schräg aneinandergelehnte Schilde auf einer gestuften Platte stehend, jeweils von einem Lorbeerkranz umgeben, mit den heraldisch tingierten Wappen links Kurschild (in von Schwarz und Silber geteiltem Feld zwei schräggekreuzte rote Schwerter, Kurschwerter als Zeichen des Erzmarschallamtes) und rechts Stammwappen von Sachsen (von Schwarz und Gold neunmal geteilt, darüber ein grüner schrägrechter Rautenkranz); zwischen ihnen die Anfangsbuchstaben des Münzmeisters: E.D.C. und unter der Platte im Abschnitt Wertangabe: 10.THALER und darunter Jahreszahl. |  |                                    |

| |  | Doppel-August d’or (10 Taler) 1780 |
| Friedrich August III. Herzog von Sachsen und Kurfürst (1768–1806) |  |                                    |
| 17¼ Stück a.d. rauhe Mark Feingewicht = 12,065 g Gewicht = 13,364 g |  |                                    |
| Prägung 1780–1787 und 1790 Münzmeister Johann Ernst Croll |  |                                    |
| Gewicht: 13,09 g Durchmesser: 27,98–28,39 mm Dicke: 1,24 mm |  |                                    |
| Freie Prägung, Kehrprägung, beidseitig Rändelung und Laubrand |  |                                    |
| Vs.: Jugendliches Kopfbild des Kurfürsten mit großer Locke nach rechts, Name und Herrschertitel als Umschrift in lateinischer Kapitalschrift: FRIDERICUS AUGUSTUS DEI GRATIA DUX SAXONIÆ ELECTORATUS = Friedrich August durch die Gnade Gottes Herzog von Sachsen und Kurfürst                                                |  |                                    |
| Rs.: Unter dem Kurhut zwei ovale Schilder, jeweils von einem Lorbeerkranz umgeben, auf einer gestuften Platte mit den Wappen des Erzmarschallamtes und des Herzogtums Sachsen Kursachsen, dazwischen die Anfangsbuchstaben des Münzmeisters: I.E.C. unter der gestufter Platte Wertangabe: 10. THALER und darunter Jahreszahl |  |                                    |

Mit Beginn der Koalitionskriege gegen Frankreich 1792 an denen Sachsen bis August 1796 mit eigenen Truppen im Rahmen der Reichsarmee beteiligt war, resultieren die Änderungen des Gepräges bei allen Münzen. Die Darstellung des Kurfürsten erfolgt jetzt im antiken Harnisch und das Wappen wird mit Palmenzweigen als Symbol für den Friedenswunsch umgeben.
| |  | August d’or (5 Taler) 1802 |
| Friedrich August III. Herzog von Sachsen und Kurfürst (1768–1806) |  |                            |
| 35 Stück auf die rauhe Mark Feingewicht = 6,032 g Gewicht = 6,682 g |  |                            |
| Prägung 1791–1795, 1797–1803 Münzmeister Johann Ernst Croll |  |                            |
| Gewicht: 6,59 g Durchmesser: 23,78–24,23 mm Dicke: 1,04 mm |  |                            |
| beidseitig Rändelung, Laubrand, freie Prägung, Kehrprägung |  |                            |
| Vs.: Brustbild im antiken Harnisch mit Perücke, Nackenschleife und Halsbinde nach rechts, Name und Titel als Umschrift in lateinischer Kapitalschrift: FRIDERICUS AUGUSTUS DEI GRATIA DUX SAXONIÆ ELECTORATUS = Friedrich August durch die Gnade Gottes Herzog von Sachsen und Kurfürst                                                                     |  |                            |
| Rs.: Heraldisch tingiertes hochgeteiltes Wappen von Kursachsen in einem ovalen Wappenschild mit innerem Perlkreis und aufgesetzten Kurhut, beidseitig mit Lorbeergirlanden geschmückt und mit zwei über Kreuz liegenden Palmzweigen eingefasst; darunter Anfangsbuchstaben des Münzmeisters: I◦E◦C◦ ganz unten Wertangabe: 5◦THALER und darunter Jahreszahl |  |                            |

| |  | Doppel-August d’or (10 Taler) 1799 |
| Friedrich August III. Herzog von Sachsen und Kurfürst (1768–1806) |  |                                    |
| 17¼ Stück a.d. rauhe Mark Feingewicht = 12,065 g Gewicht = 13,364 g |  |                                    |
| Prägung 1794–1804 Münzmeister Johann Ernst Croll im Amt 1779–1804 |  |                                    |
| Gewicht: 13,30 g Durchmesser: 28,96–29,28 mm Dicke: 1,34 mm |  |                                    |
| Freie Prägung, Kehrprägung, beidseitig Rändelung und Laubrand |  |                                    |
| Vs.: Brustbild im antiken Harnisch mit Perücke, Nackenschleife und Halsbinde nach rechts, Name und Titel als Umschrift in lateinischer Kapitalschrift: FRIDERICUS AUGUSTUS DEI GRATIA DUX SAXONIÆ ELECTORATUS = Friedrich August durch die Gnade Gottes Herzog von Sachsen und Kurfürst                                                                        |  |                                    |
| Rs.: Heraldisch tingiertes hochgeteiltes Wappen von Kursachsen in einem ovalen Wappenschild mit innerer Doppellinie und aufgesetzten Kurhut, beidseitig mit Lorbeergirlanden geschmückt und mit zwei über Kreuz liegenden Palmzweigen eingefasst; darunter Anfangsbuchstaben des Münzmeisters: I◦E◦C◦ ganz unten Wertangabe: 10◦THALER und darunter Jahreszahl |  |                                    |

## Prägung im Königreich Sachsen

### Freier Prägung 1806 bis 1818
Zu Beginn der Existenz des Königreiches Sachsen wurden unter König Friedrich August I. die Prägungen des August d‘or in relativ hohen Auflagen in der Münzstätte Dresden weitergeführt. Von 1806 bis 1818 wurden August d‘or im Wert von etwa 6,5 Mio. Vereinstaler und zum Vergleich Silbermünzen im Wert von 14,5 Vereinstaler geprägt.
Mit Verordnung wurde bestimmt, dass der bisherige Münzfuß bestehen bleibt und ein Remedium am Korn nicht gestattet ist, am Schrot höchstens ¼%.
Auch der Wert des August d‘or von 4 Taler 20 Groschen bis 5 Taler wurde nicht geändert. Die Valvationstabellen erschienen weiterhin zweimal jährlich.
| |  | Doppel-August d’or (10 Taler) 1811 |
| Friedrich August I. König von Sachsen (1806–1827) |  |                                    |
| 17¼ Stück a.d. rauhe Mark Feingewicht = 12,065 g Gewicht = 13,364 g |  |                                    |
| Prägung 1806–1818 Münzmeister Samuel Gottlieb Helbig (1804–1813) |  |                                    |
| Gewicht: 13,26 g Durchmesser: 28,32–28,68 mm Dicke: 1,38 mm |  |                                    |
| 5 und 10 Taler 1811 zusammen im Wert von 255.000 Taler Gold geprägt |  |                                    |
| Vs.: Kopfbild des Königs mit Perücke nach rechts, Name und Herrschertitel als Umschrift in lateinischer Kapitalschrift von links beginnend: FRID◦AVGVST◦D◦G◦REX SAXONIÆ |  |                                    |
| Rs.: Heraldisch tingiertes Wappen von Sachsen in einem ovalen Wappenschild und aufgesetzter Königskrone, beidseitig mit Lorbeergirlanden geschmückt und mit zwei über Kreuz liegenden Palmzweigen eingefasst; zwischen den Stielenden Anfangsbuchstaben des Münzmeisters: S.G.H. oben Jahreszahl mit 1 als römische Ziffer, durch Krone geteilt als Umschrift, Buchstaben nach innen gekehrt; unten Wertangabe: ZEHN THALER als Umschrift, Buchstaben nach außen gekehrt |  |                                    |

| |  | Doppel-August d’or (10 Taler) 1817 |
| Friedrich August I. König von Sachsen (1806–1827) |  |                                    |
| 17¼ Stück a.d. rauhe Mark Feingewicht = 12,065 g Gewicht = 13,364 g |  |                                    |
| Prägung 1813, 1815–1818 Münzmeister Johann Gotthelf Studer (1812–1832) |  |                                    |
| Gewicht: 13,36 g Durchmesser: 28,45–28,59 mm Dicke: 1,33 mm |  |                                    |
| 5 und 10 Taler 1817 zusammen im Wert von 325.000 Taler Gold geprägt |  |                                    |
| Vs.: Kopfbild des Königs mit Perücke nach rechts, Name und Herrschertitel als Umschrift in lateinischer Kapitalschrift von links beginnend: FRID◦AVGVST◦D◦G◦REX SAXONIÆ |  |                                    |
| Rs.: Heraldisch tingiertes Wappen von Sachsen in einem ovalen Wappenschild und aufgesetzter Königskrone, beidseitig mit Lorbeergirlanden geschmückt und mit zwei über Kreuz liegenden Palmzweigen eingefasst; zwischen den Stielenden Anfangsbuchstaben des Münzmeisters: I.G.S. oben Jahreszahl mit 1 als arabische Ziffer, durch Krone geteilt als Umschrift, Buchstaben nach innen gekehrt; unten Wertangabe: ZEHN THALER als Umschrift, Buchstaben nach außen gekehrt |  |                                    |

### Ringprägungen 1825 bis 1827
Nach Umstellung auf die Ringprägung 1825 erfolgten weitere Prägungen bis 1827 im Wert von etwa 415.000 Talern Gold. Dukaten wurden von 1806 bis 1838 lediglich im Wert von etwa 59.000 Talern Gold geprägt.
Mit der Einführung der Ringprägung verringerte sich der Durchmesser der August d‘or um etwa 1 mm. Als Ausgleich zur Sicherung des weiter unveränderten Münzfußes erhöhte sich die Dicke der Münzen.
Mit der Ringprägung erfolgte die Beschriftung der Münzen nur noch in deutscher Sprache. Unerwartet für den konservativ eingestellten König Friedrich August I. verzichtete er in der Titelumschrift auf das „Gottesgnadentum“.
| |  | August d’or (5 Taler) 1826 |
| Friedrich August I. König von Sachsen (1806–1827) |  |                            |
| 35 Stück auf die rauhe Mark Feingewicht = 6,032 g Gewicht = 6,682 g |  |                            |
| Prägung 1825–1827 Münzmeister Johann Gotthelf Studer (1812–1832) |  |                            |
| Gewicht: 6,66 g Durchmesser: 24,18 mm Dicke: 1,24 mm |  |                            |
| 5 und 10 Taler 1826 zusammen im Wert von 14.000 Taler Gold geprägt |  |                            |
| Vs.: Brustbild des Königs nach links in Uniform mit umgelegten Hermelinmantel, mit Bruststern des Ordens von der Rautenkrone, Ordensspange des St. Heinrichs Orden und Halsband mit dem goldenen Widderfell, Name und Herrschertitel als Umschrift in deutscher Kapitalschrift von links beginnend: FRIEDR. AUG. KOENIG V. SACHSEN |  |                            |
| Rs.: Geschweiftes Wappenschild unter Königskrone mit heraldisch tingierten Majestätswappen von 1815. Oben Wertangabe als Umschrift: FÜNF THALER; kleiner Buchstabe S des Münzmeisternamens unter dem Wappenschild nahe am Münzenrand, die Jahreszahl in der unteren Umschrift teilend                                              |  |                            |
| Ringprägung, beidseitig Randstäbchen mit anliegendem Perlkreis, Kante gerade geriffelt, Kehrprägung |  |                            |

| |  | Doppel-August d’or (10 Taler) 1826 |
| Friedrich August I. König von Sachsen (1806–1827) |  |                                    |
| 17¼ Stück a.d. rauhe Mark Feingewicht = 12,065 g Gewicht = 13,364 g |  |                                    |
| Prägung 1825–1827 Münzmeister Johann Gotthelf Studer (1812–1832) |  |                                    |
| Gewicht: 13,36 g Durchmesser: 28,11 mm Dicke: 1,47 mm |  |                                    |
| 5 und 10 Taler 1826 zusammen im Wert von 14.000 Taler Gold geprägt |  |                                    |
| Vs.: Brustbild des Königs nach links in Uniform mit umgelegten Hermelinmantel, mit Bruststern des Ordens von der Rautenkrone, Ordensspange des St. Heinrichs Orden und Halsband mit dem goldenen Widderfell, Name und Herrschertitel als Umschrift in deutscher Kapitalschrift von links beginnend: FRIEDR. AUGUST KOENIG V. SACHSEN |  |                                    |
| Rs.: Geschweiftes Wappenschild unter Königskrone mit heraldisch tingierten Majestätswappen von 1815. Oben Wertangabe als Umschrift: ZEHN THALER; kleiner Buchstabe S des Münzmeisternamens unter dem Wappenschild nahe am Münzenrand, die Jahreszahl in der unteren Umschrift teilend                                                |  |                                    |
| Ringprägung, beidseitig Randstäbchen mit anliegendem Perlkreis, Kante gerade geriffelt, Kehrprägung |  |                                    |

### Prägung 1827–1836 König Anton
Auch unter König Anton wurden von 1827 bis 1836 die Goldmünzen jetzt unter dem Namen Anton d’or jedoch nur in geringerer Stückzahl geprägt: 5 Taler = 6.190 Stück und 10 Taler = 43.700 Stück.

### Prägung 1836–1839 König Friedrich AugustII.
Unter König Friedrich August II. waren es wieder August d’or, die zunächst von 1836 bis 1839 in sehr geringer Auflage geprägt wurden: 5 Taler = 875 Stück und 10 Taler = 6.005 Stück.
Danach wurden die weiteren Prägungen wegen der Umstellung des Währungssystems auf den 14-Taler-Münzfuß und die Einführung des Vereinstalers zunächst eingestellt.

### Prägung 1841–1854 König Friedrich AugustII. nach Währungsreform

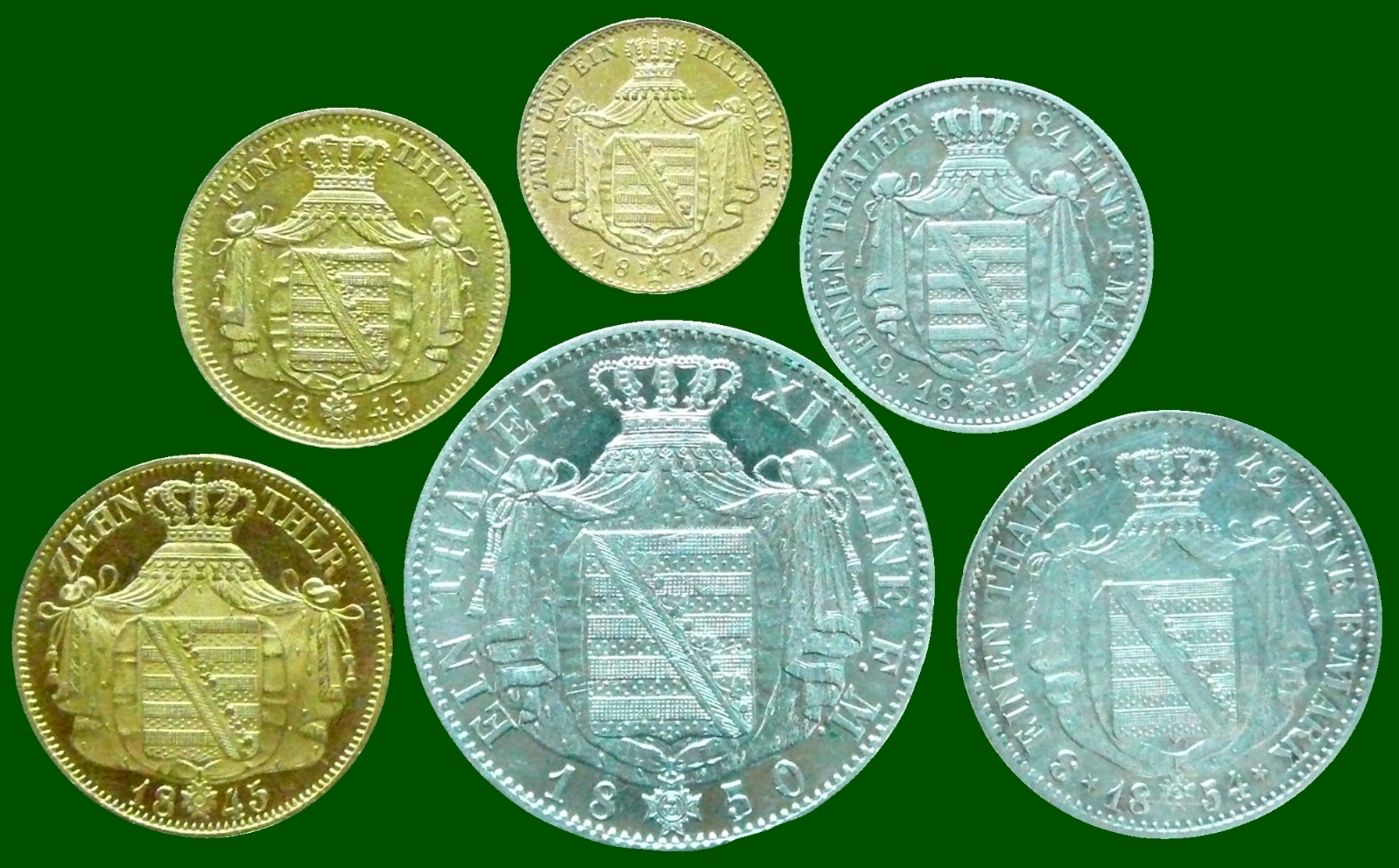
Königreich Sachsen 1842 bis 1854
Silbermünzen: Vereinstaler, Drittel-Taler, Sechstel-Taler
Goldmünzen: Halb-, einfacher- und Doppel-August d’or

Im § 11 Münzgesetz vom 1. Januar 1841 sind die August d’or als einzige Landesgoldmünze als halbe, einfach und doppelte August d’or aufgeführt. Am Münzfuß der August d’or gab es keine Veränderungen. Wesentliche Änderung am Gepräge war die erstmalige Prägung der Randschrift: GOTT SEGNE SACHSEN auf einer Goldmünze.
Die August d’or spielten jetzt im wachsenden Geldverkehr kaum eine Rolle und dienten eher der Repräsentation und Geschenkzwecken. Die Münzen wurden nur noch sporadisch in geringer Stückzahl geprägt:
| Halb-August d‘or   | 1845, 1848, 1854                   | 1.370 Stück  |
| August d‘or        | 1842, 1845, 1848, 1849, 1853, 1854 | 14.083 Stück |
| Doppel-August d‘or | 1845, 1848, 1849, 1853, 1854       | 11.447 Stück |

Die Goldmünzen hatten von 1806 bis 1838 einen sehr hohen Anteil von etwa 20 % am Wert der gesamten Münzproduktion in Sachsen. Von 1838 bis 1856 betrug der Anteil nur noch 0,7 %. Die Banknoten gewannen jetzt an Bedeutung.
1854 war der letzte Jahrgang für den August d’or.
| |  | Halb-August d’or (2 ½ Taler) 1842 |
| Friedrich August II. König von Sachsen (1836–1854) |  |                                   |
| 70 ½ Stück auf die rauhe Mark Feingewicht = 3,016 g Gewicht = 3,341 g |  |                                   |
| Münzstätte Dresden Münzmeister Johann Georg Grohmann (1833–1844) |  |                                   |
| Prägung nur 1842 mit 560 Stück |  |                                   |
| Gewicht: 3,36 g Durchmesser: 17,95 mm Dicke: 1,12 mm |  |                                   |
| Vs.: Kopfbild des Königs nach rechts, darunter Anfangsbuchstabe des Münzmeisternamens G Name und Herrschertitel als Umschrift in deutscher Kapitalschrift von links beginnend: FRIEDR.AUG.V.G.G.KOENIG V.SACHSEN |  |                                   |
| Rs.: gerades Wappenschild von Sachsen umzogen vom Band des Ordens von der Rautenkrone in einem aus der Königskrone herabfallenden Wappenzelt aus Hermelin mit herabhängenden Kordel an den Schleifen; darunter in Bogenschrift vom Ordenskleinod getrennte Jahreszahl; oben in Bogenschrift von der Krone getrennte Wertangabe: ZWEI UND EIN HALB. THALER |  |                                   |
| beidseitig Randstäbchen mit anliegendem Perlkreis, Kante gerade geriffelt, Ringprägung, Kehrprägung |  |                                   |

| |  | August d’or (5 Taler) 1845 |
| Friedrich August II. König von Sachsen (1836–1854) |  |                            |
| 35 Stück auf die rauhe Mark Feingewicht = 6,032 g Gewicht = 6,682 g |  |                            |
| Münzstätte Dresden Münzmeister Gustav Theodor Fischer 1845–1860 |  |                            |
| Prägung 1845, 1848–1849, 1853–1854 insgesamt 9.638 Stück |  |                            |
| 1.438 Stück Gewicht: 6,68 g Durchmesser: 22,22 mm Dicke: 1,15 mm |  |                            |
| Vs.: Kopfbild des Königs nach rechts, darunter Anfangsbuchstabe des Münzmeisternamens F Name und Herrschertitel als Umschrift in deutscher Kapitalschrift von links beginnend: FRIEDR.AUG.V.G.G.KOENIG V.SACHSEN |  |                            |
| Rs.: gerades Wappenschild von Sachsen umzogen vom Band des Ordens von der Rautenkrone in einem aus der Königskrone herabfallenden Wappenzelt aus Hermelin mit herabhängenden Kordel an den Schleifen; darunter in Bogenschrift vom Ordenskleinod getrennte Jahreszahl; oben in Bogenschrift von der Krone getrennte Wertangabe: FÜNF THLR. |  |                            |
| beidseitig Randstäbchen mit anliegendem Zahnkreis, Ringprägung, Kehrprägung; Kante glatt mit schwach geprägter Randschrift, Wörter durch Stern getrennt: GOTT SEGNE SACHSEN und anschließend Krone zwischen zwei Arabesken |  |                            |

| |  | Doppel-August d’or (10 Taler) 1845 |
| Friedrich August II. König von Sachsen (1836–1854) |  |                                    |
| 17¼ Stück a.d. rauhe Mark Feingewicht = 12,065 g Gewicht = 13,364 g |  |                                    |
| Münzstätte Dresden Münzmeister Gustav Theodor Fischer 1845–1860 |  |                                    |
| Prägung 1845, 1848–1849, 1853–1854 insgesamt 11.447 Stück |  |                                    |
| 2.100 Stück Gewicht: 13,38 g Durchmesser: 25,21 mm Dicke: 1,76 mm |  |                                    |
| Vs.: Kopfbild des Königs nach rechts, darunter Anfangsbuchstabe des Münzmeisternamens F Name und Herrschertitel als Umschrift in deutscher Kapitalschrift von links beginnend: FRIEDR.AUG.V.G.G.KOENIG V.SACHSEN |  |                                    |
| Rs.: gerades Wappenschild von Sachsen umzogen vom Band des Ordens von der Rautenkrone in einem aus der Königskrone herabfallenden Wappenzelt aus Hermelin mit herabhängenden Kordel an den Schleifen; darunter in Bogenschrift vom Ordenskleinod getrennte Jahreszahl; oben in Bogenschrift von der Krone getrennte Wertangabe: ZEHN THLR. |  |                                    |
| beidseitig Randstäbchen mit anliegendem Zahnkreis, Ringprägung, Kehrprägung; Kante glatt mit Randschrift, Wörter durch Stern getrennt: GOTT SEGNE SACHSEN und anschließend Krone zwischen zwei Arabesken |  |                                    |

## Außerkurssetzung
Mit dem Wiener Münzvertrag vom 24. Januar 1857 wurde die weitere Prägung anderer Goldmünzen als die Krone (Vereinsgoldmünze) untersagt.
Eine Außerkurssetzung war nicht vorgesehen. Der Umrechnungskurs richtete sich nach dem Goldpreis.
Im Herzogtum Braunschweig blieben nach § 30 Münzverfassung vom 15. Mai 1857 die alten Goldmünzen zu 10, 5 und 2 1⁄2 Goldtaler Zahlungsmittel für Zahlungen laut Gesetz oder Vertrag zum Kurs von 1 Krone = 8 393/1000 Taler Gold.
Die endgültige Außerkurssetzung erfolgte ab 1. April 1874 im Wert von 8,41 Mark Reichswährung für den Halb-August d’or, 16,83 Mark Reichswährung für den August d’or und von 33,66 Mark Reichswährung für den Doppel-August d’or.